# Acanthonevra soluta
Acanthonevra soluta är en tvåvingeart som först beskrevs av Mario Bezzi 1913.  Acanthonevra soluta ingår i släktet Acanthonevra och familjen borrflugor. Inga underarter finns listade i Catalogue of Life.